# Archimede Morleo
Archimede Morleo (Mesagne, 26 de setembro de 1983) é um futebolista profissional italiano que atua como defensor. Atualmente, joga pelo clube italiano F.C. Bari 1908.

## Títulos

### Bologna
- Serie B: 3º 2014-15 - promoção para a Serie A